# Cecil Balmond
Cecil Balmond est un ingénieur structure, professeur et auteur srilankais. Il collabore avec les architectes (Rem Koolhaas, Toyo Ito) et artistes (Anish Kapoor).
Il est né au Sri Lanka en 1945 et a étudié à L'Imperial College de Londres où il vit désormais.